# NGC 2978
NGC 2978 في الفهرس العام الجديد، هي مجرة، تقع في كوكبة السدس. اكتشفت في 10 مارس 1886 بواسطة لويس سويفت.

## روابط خارجية
- NGC 2978 على موقع ويكي سكاي: DSS2, SDSS, GALEX, IRAS, Hydrogen α, X-Ray, Astrophoto, Sky Map, Articles and images